# Belgisch olympisch voetbalelftal (mannen)
Het Belgisch olympisch voetbalelftal is de voetbalploeg die België vertegenwoordigt op het mannentoernooi van de Olympische Spelen.

## 1900: Belgisch studentenelftal
Op de Olympische Spelen in 1900 in Parijs was voetbal een demonstratiesport, waarbij Club Français twee wedstrijden speelde. Een van de twee tegenstanders van de Parijse club was een ploeg bestaande uit Belgische studenten, die met 6-2 verloren. 
Oorspronkelijk waren er geen medailles te winnen, maar veel later kende het IOC de Belgische ploeg de bronzen medaille toe.

## 1920-1928: Belgisch elftal
Voor het eerste officiële toernooi in 1908 werd niet ingeschreven. Voor het toernooi in 1912 werd het Belgisch elftal wel ingeschreven, maar nog voordat de loting was verricht weer teruggetrokken.
In 1920 vonden de Olympische Spelen in Antwerpen plaats. In eigen land werd de finale gehaald. Bij een 2-0-voorsprong voor de Belgen verlieten de Tsjecho-Slowaken uit protest het veld, die daarop werden gediskwalificeerd. België was daarmee winnaar van de gouden medaille.
Vier jaar later in Parijs werd België in de eerste ronde door Zweden met 8-1 aan de kant geschoven. In 1928 in Amsterdam werd via een 5-3-overwinning op Luxemburg de kwartfinales gehaald, waar Argentinië met 6-3 te sterk was.

## 1980: Belgisch amateurelftal
Het zou ruim een halve eeuw duren voor de Belgische voetbalbond weer zou inschrijven. Intussen was het betaald voetbal al lang ingevoerd, zodat het Belgisch amateurelftal via het inmiddels ingestelde kwalificatietoernooi moest proberen deelname aan de Olympische Spelen in 1980 af te dwingen. In de tweede fase van de kwalificatie moest in Spanje de meerdere worden erkend.

## 1984 en 1988: Belgisch olympisch elftal
In de jaren 70 begon het IOC het amateurprincipe langzaamaan los te laten. Vanaf 1984 mochten ook niet-amateurs deelnemen, met voor Europa en Zuid-Amerika de beperking dat spelers die één of meerdere volledige WK-wedstrijden (incl. kwalificatiewedstrijden) hadden gespeeld niet meer speelgerechtigd waren. De KBVB richtte een speciaal olympisch elftal op, waarvoor spelers als Danny Boffin, Francis Severeyns en Marc Degryse werden geselecteerd. Kwalificatie kon deze ploeg echter niet afdwingen.

## Sinds 1992: Jonge Duivels
Sinds de kwalificatie voor de Olympische Spelen 1992 geldt voor mannen dat ze maximaal 23 jaar mogen zijn (met 1 januari van het olympisch jaar als peildatum). De UEFA wees daarop het Europees kampioenschap onder 21 voorafgaande aan de Spelen aan als kwalificatietoernooi voor Europa, zodat tegenwoordig de Jonge Duivels deelname aan de Olympische Spelen moeten zien af te dwingen.

Uiteindelijk werd in 2007 op het EK in Nederland weer eens deelname aan de Spelen afgedwongen. Op het olympisch eindtoernooi in 2008 in China versperde een 4-1-nederlaag tegen Nigeria een finaleplaats, waarna Brazilië België van een bronzen medaille afhield. Sindsdien hebben de Jonge Duivels geen kwalificatie voor de Olympische Spelen meer weten af te dwingen.